# ملكية الدنمارك
ملكية الدنمارك (بالدنماركية: Dronning af Danmark)، وتسمى أيضًا الملكية الدنماركية، هي نظام سياسي دستوري ومنصب تاريخي في مملكة الدنمارك. تشمل المملكة الدنمارك بالإضافة إلى منطقتي الحكم الذاتي غرينلاند وجزر فارو. توحّدت مملكة الدنمارك مسبقًا في القرن الثامن، وأُشير إلى حكامها باستمرار في المصادر الفرنجية (وفي بعض المصادر الفريزية الأخيرة) باسم «الملوك». في عهد الملك غودفريد في عام 803، ربما ضمّت المملكة جميع المقاطعات الرئيسية في الدنمارك في العصور الوسطى. أسّس ملكا الفايكنغ غورم العجوز وهارالد بلوتوث مملكة الدنمارك الموحدة الحالية أو أعادا توحيدها في القرن العاشر. كانت في الأصل ملكية انتخابية، ثم أصبحت وراثية في القرن السابع عشر في عهد فريدريك الثالث. حدثت نقلة نوعية في عام 1849 مع كتابة الدستور الأول، إذ تحوّلت إلى ملكية دستورية. العائلة الحاكمة حاليًا هي فرع من عائلة غلوكسبورغ الأميرية، المنحدرة في الأصل من شلسفيغ هولشتاين في ألمانيا الحديثة، والتي تضم العائلة الحاكمة في النرويج والعائلة الحاكمة المخلوعة في اليونان.
الملكية الدنماركية دستورية، وعلى هذا النحو يعرّف دستور الدنمارك دور الملك ويحدّده. وفقًا للدستور، ما تزال السلطة التنفيذية النهائية فيما يتعلق بحكومة الدنمارك في يد السلطات الاحتياطية الملكية للملك ومن خلالها؛ من الناحية العملية، لا تُستخدم هذه السلطات إلا وفقًا للقوانين التي تُسنّ في البرلمان أو ضمن قيود الاتفاقية. يقتصر دور الملك عمليًا على المهام المحايدة مثل منح الأوسمة والألقاب وتعيين رئيس الوزراء. يؤدي الملك وأسرته المباشرة العديد من الواجبات الرسمية والاحتفالية والدبلوماسية والتمثيلية.
تبوأت الملكة مارغريت الثانية العرش عند وفاة والدها، الملك فريدريك التاسع، في 14 يناير 1972. عند اعتلائها العرش، أصبحت الملكة مارغريت الثانية أول ملكة للدنمارك بعد مارغريت الأولى، حاكمة الدول الإسكندنافية في الفترة 1375-1412، خلال عهد اتحاد كالمار. تناوبت أسماء الحكم الدنماركية تقليديًا (منذ عام 1513) بين «فريدريك» و «كريستيان»؛ حلّت مارغريت محل كريستيان، ومنذ أوائل 2024 تنازلت الملكة مارغريت  عن العرش لصالح ابنها الذي أصبح فريديريك العاشر.

## لمحة تاريخية

### تأسيس المملكة
يبلغ عمر الملكية الدنماركية أكثر من 1200 عام، إذ تأسست في القرن الثامن (أو قبل ذلك). تعود سلالة ملوك مملكة الدنمارك الحديثة إلى هارثاكنوت، والد غورم العجوز (بالإسكندنافية القديمة: Gormr gamli)‏ (بالدنماركية: Gorm den gamle)‏، الذي حكم في أوائل القرن العاشر، مع أن المملكة نفسها قد تكون أقدم من ذلك بمئتي عام.
توحّد الدنماركيون (أو أُعيد لمّ شملهم على الأرجح) ودخلوا المسيحية رسميًا في عام 965 م في عهد هارالد بلوتوث، وسُجّلت الأحداث على حجارة يلينغ. ما يزال الامتداد الدقيق لمملكة هارالد غير معروف، على الرغم من أنه يمكن الاعتقاد أنها امتدت من الخط الدفاعي لدانيفيرك، وشملت مدينة الفايكنغ هيدبي، عبر يوتلاند، والجزر الدنماركية وحتى جنوب السويد الحالية؛ وسكونا وربما هالاند. علاوة على ذلك، تشهد حجارة يلينغ أن هارالد «ظفر» أيضًا بالنرويج. خاض ابن هارالد، سوين فوركبيرد، سلسلةً من حروب الغزو ضد إنجلترا، والتي أكملها ابن سوين، كنوت العظيم، بحلول منتصف القرن الحادي عشر. جسّد عهد كنوت ذروة عصر الفايكنغ في الدنمارك؛ إذ شملت إمبراطورية بحر الشمال: إنجلترا (1016) والدنمارك (1018) والنرويج (1028)، وكان لها تأثيرها القوي في الساحل الشمالي الشرقي لألمانيا.
توفي آخر ملك منحدر من فالديمار الرابع، كريستوفر الثالث ملك الدنمارك، في عام 1448. اختير الكونت كريستيان من عائلة أولدنبورغ، سليل صوفيا، ابنة عمة فلاديمير الرابع ريتشيزا من الدنمارك، سيدة ويرل، التي كانت ابنة إريك الخامس ملك الدنمارك، خليفةً له وأصبح الملك القادم للدنمارك، الذي حكم تحت اسم كريستيان الأول. وبذلك كانت ريتشيزا المؤسسة لآل أولدنبورغ.

### نظام الحكم المطلق
كانت الملكية الدنماركية انتخابية في الأصل، ولكن من الناحية العملية انتُخب الابن الأكبر للملك الحاكم. في وقت لاحق، وقّع الملك على ميثاق التتويج لتقييد سلطات العاهل الدنماركي.
في عام 1657، خلال حرب الشمال الثانية، شنّ الملك فريدريك الثالث حربًا انتقامية على السويد تحوّلت إلى كارثة كبيرة لسببين: أولًا، لأن حليفة الدنمارك القوية الجديدة، هولندا، ظلت محايدة على اعتبار أن الدنمارك كانت المعتدية والسويد المدافعة. ثانيًا، تجمّدت المضائق في حدث نادر خلال شتاء 1657-1658، ما أتاح لملك السويد كارل العاشر غوستاف قيادة جيوشه عبر الجليد لغزو زيلاند. في معاهدة روسكيلد التالية، استسلمت الدنمارك-النرويج وتخلت عن كل الدنمارك الشرقية (سكونا وهالاند وبليكينغ وبورنهولم)، بالإضافة إلى مقاطعتي بوهوسلان وتروندلاغ في النرويج.
لكن حرب الشمال الثانية لم تنته عند هذا الحد. بعد ثلاثة أشهر من توقيع معاهدة السلام، عقد كارل العاشر غوستاف مجلس حرب حيث قرر ببساطة مسح الدنمارك من الخريطة وتوحيد جميع أراضي إسكندنافيا تحت حكمه. مرة أخرى وصل الجيش السويدي إلى محيط كوبنهاغن. لكن هذه المرة لم يخشاهم الدنماركيون أو يستسلموا. وبدلًا من ذلك، قرروا القتال واستعدوا للدفاع عن كوبنهاغن. بقي فريدريك الثالث في عاصمته، يشجّع مواطني كوبنهاغن على مقاومة السويديين، بقوله إنه «يفضّل الموت في عشه» على الإجلاء إلى بر الأمان في النرويج. علاوة على ذلك، أدى إعلان الحرب غير المبرَّر من جانب السويد إلى تحالف الدنمارك-النرويج مع هولندا في نهاية المطاف، وأُرسل أسطول هولندي قوي إلى كوبنهاغن مع الإمدادات والتعزيزات الحيوية، ما أنقذ المدينة من الاستيلاء عليها خلال الهجوم السويدي.
توفي كارل العاشر غوستاف فجأة بسبب مرض في أوائل عام 1660 أثناء التخطيط لغزو النرويج. بعد وفاته، حققت السويد السلام في معاهدة كوبنهاغن. أعاد السويديون تروندلاغ إلى النرويج وبورنهولم إلى الدنمارك، لكنهم احتفظوا بالمناطق الأخرى التي سيطروا عليها قبل ذلك بعامين. قبلت هولندا والقوى الأوروبية الأخرى التسوية، إذ لم ترغب في سيطرة الدنمارك على كلا ساحلي مضيق أوريسند. وضعت هذه المعاهدة الحدود بين النرويج والدنمارك والسويد التي ما تزال قائمة حتى اليوم. أُدخل الحكم المطلق في 1660-1661 وتحوّلت الملكية الانتخابية إلى ملكية وراثية بحكم القانون. ورد حق الابن الأول في خلافة والده الملك في القانون في المرسوم الملكي لعام 1665.

## وصلات خارجية
- الموقع الرسميّ لملكيّة الدنمارك